# 京大式カード

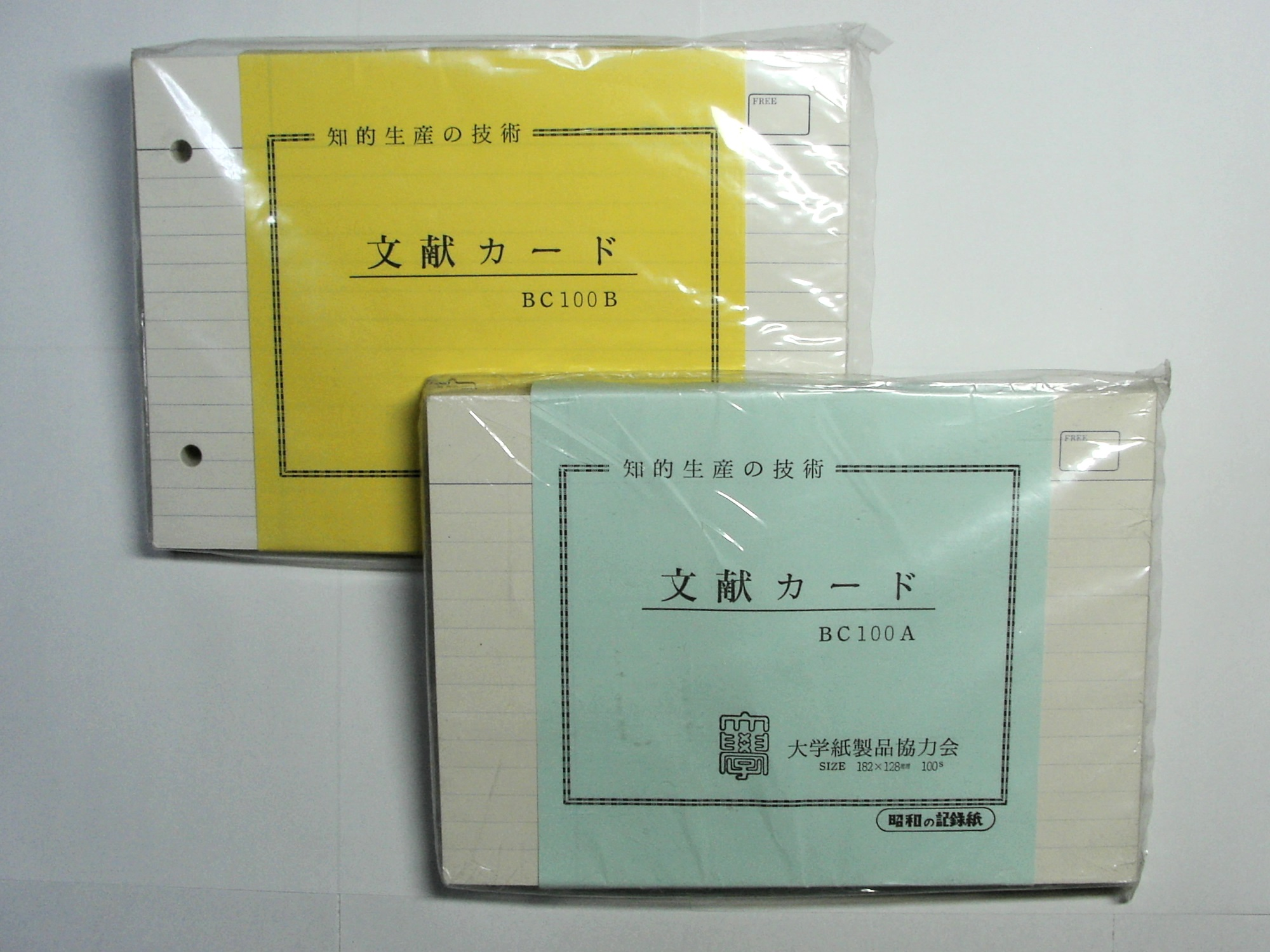
京大式カード（大学紙製品協力会製）

京大式カード（きょうだいしきカード）とは、情報カードの一種であり、B6判のサイズのカードのことである。京大型カードとも称す。

## 概要
京大型カード以前の日本における情報カードとしては、輸入品ではあったが明治時代から存在していた。ただし、使用されたサイズとしては、5×3インチのもの、大学や研究所で使われた6×4インチ・8×5インチのものが中心であったという。
情報カードは元々研究者などがメモや論文執筆の準備などの情報整理に用いていたが、梅棹忠夫が著書『知的生産の技術』で紹介して以来、研究者以外にも使用する人が現れるようになった。
どんなサイズのカードが、研究開発の手助けとしてベストかというのは、梅棹のアイディアである。
また、梅棹の下で秘書を務めた藤本ますみが『知的生産者たちの現場』（講談社、1987年）で、その使用の現場の楽屋裏を書いている。

## 誕生までの経緯
提唱者の梅棹忠夫は第二次世界大戦後、自身のモンゴル遊牧民の研究に過程において、カードにより膨大な資料を整理することを思いつき、闇市で購入した紙を裁断してカードを作成したという。この方法はしだいに梅棹の研究仲間に広まり、使用法などが洗練されていったという。
梅棹は桑原武夫が主宰した「フランス百科全書の研究」において共同研究者に配布されたB6判のカードを基に、図書館用品の専門店に京大型カードの原型となるカードを設計し、発注した。
梅棹の注文に応じ最初のカードを作成していたのは京都市左京区にある増尾文尚堂という文具店であったが、梅棹の著書によりカードの存在が巷間に広まったことにより、大手文具メーカーから発売されるようになったという。現在はコレクト株式会社から同名の製品が発売されている。
このカードの名称は梅棹自身が名づけたものではなく、『知的生産の技術』出版以降に第三者によって名づけられたものである。梅棹らはB6カードと呼んでいたようである。